# (20108) 1995 QZ9
(20108) 1995 QZ9 — транснептуновый объект (плутино), находящийся в поясе Койпера. Открыт 29 августа 1995 года Дэвидом Джуиттом и Jun Chen в обсерватории Мауна-Кеа (Гавайи).